# Lucien Goldschmidt
Lucien Camille Goldschmidt (geboren 3. März 1912 in Brüssel; gestorben 17. Dezember 1992 in New York City) war ein US-amerikanischer Buchantiquar.

## Leben
Lucien Goldschmidt war ein Sohn des Alfred Goldschmidt und der Camilla Marcus, die Familie zog 1914 aus Belgien nach Deutschland, und er wuchs in Frankfurt am Main und ab 1924 in Berlin auf. Er besuchte das Französische Gymnasium und machte von 1930 bis 1933 eine Lehre beim Auktionator Max Perl. Nach der Machtübergabe an die Nationalsozialisten und anlässlich des Judenboykotts am 1. April 1933 floh er nach Paris und arbeitete beim Buchhändler Pierre Berès. Im September 1937 zog er nach New York und eröffnete für Berès eine Filiale, die er die nächsten Jahre leitete, unterbrochen 1943 bis 1945, als er als Soldat der US-Army in Italien, Frankreich und Deutschland eingesetzt war. 
Goldschmidt heiratete Marguerite Studer (1913–2014), sie haben zwei Kinder. Er gründete 1953 mit ihr das Antiquariat für Bücher und Grafik Lucien Goldschmidt, das er 1966 für eine Zeit in die Madison Avenue verlegte. In den 35 Jahren seiner Geschäftstätigkeit brachte er mehr als 100 Listen und 63 wissenschaftlich bearbeitete Kataloge heraus. Der Sammler Lessing Julius Rosenwald war einer seiner Kunden. 1969 veröffentlichte er einen annotierten Katalog mit unveröffentlichten Briefen von Henri de Toulouse-Lautrec. Goldschmidt interessierte sich auch für die Architekturzeichnung und die frühe Fotografie und zeigte 1972 im Grolier Club der New Yorker Bibliophilen, dessen Mitglied er war, zusammen mit dem Kurator am Metropolitan Museum of Art Weston J. Naef die Ausstellung The truthful lens. Er schloss sein Geschäft, das inzwischen in die 83. Straße umgezogen war, im Jahr 1986, seine Handbibliothek wurde 1994 im Auktionshaus Swann Galleries versteigert. 

## Schriften (Auswahl)
- Unpublished correspondence of Henri de Toulouse-Lautrec : 273 letters by and about Lautrec written to his family and friends in the collection of Herbert Schimmel. New York : Praeger, 1969
  - Henri de Toulouse-Lautrec: Lettres 1871–1901. Übersetzung des Kommentars ins Französische Annick Baudoin. Paris : Gallimard, 1972
- Lucien Goldschmidt; Weston J Naef: The truthful lens : a survey of the photographically illustrated book, 1844–1914. New York : Grolier Club, 1980
- „Aussöhnen kann ich mich damit nicht“. In: Henri Jacob Hempel (Hrsg.): „Wenn ich schon ein Fremder sein muß...“ Deutsch-jüdische Emigranten in New York. Frankfurt am Main : Ullstein, 1983, S. 70–100
- The scenery has changed : the purpose & potential of the rare book trade. Rede. New York : Book Arts Press, 1990